# Købt og betalt
Købt og betalt er en amerikansk stumfilm fra 1916 af Harley Knoles.

## Medvirkende
- Alice Brady som Vivian Blaine
- Josephine Drake som Fanny Blaine
- Frank Conlan som Jimmy Gilly
- Montagu Love som Robert Stafford